# Talvin Singh
Talvin Singh Matharoo (Londra, 1970) è un musicista e compositore britannico.

## Stile
Suona la tabla e pratica uno stile particolare di musica fusion/musica elettronica influenzata dalla musica classica indiana e dal drum and bass.

## Collaborazioni
Nel corso della sua carriera ha collaborato con numerosi ed importanti artisti, tra cui Siouxsie and the Banshees (Kiss Them for Me), Björk (Debut), Madonna (Music), Massive Attack e altri.

## Premi
Ha vinto il Mercury Prize nel 1999 grazie all'album Ok. Nel 2010 ha vinto un premio agli UK Asian Music Awards.

## Discografia

### Album
- 1996 - Drum + Space (come Calcutta Cyber Cafe)
- 1998 - Ok
- 2001 - Ha
- 2008 - Sweet Box

### Raccolte
- 1997 - Anokha - Soundz of the Asian Underground
- 2001 - Back to Mine, Volume 8